# رودني ماثيوز
رودني ماثيوز (بالإنجليزية: Rodney Matthews)‏ هو رسام توضيحي ورسام وفنان بريطاني، ولد في 6 يوليو 1945 في Paulton ‏ في المملكة المتحدة.

## وصلات خارجية
- الموقع الرسمي
- رودني ماثيوز على موقع ميوزك برينز (الإنجليزية)